# Oswald Mannl
Oswald Ludwig Mannl (25. prosince 1841 Políkno u Toužimi – 29. ledna 1915 Klášter Teplá) byl sudetoněmecký katolický kněz z premonstrátského řádu, středoškolský profesor a historik. Přes čtyřicet let vyučoval dějepis a zeměpis na německém gymnáziu v Plzni, v letech 1895–1911 tam zastával funkci ředitele. Napsal několik německých pojednání o dějinách Plzně a premonstrátů.

## Život
Narodil se jako Ludwig Mannl 25. prosince 1841 ve vsi Políkno (část města Toužim). Studoval na gymnáziu v Praze a Chebu. Roku 1861 vstoupil do řádu premonstrátů, 8. října 1865 složil řeholní sliby a 15. července 1866 (někde uvádějí 15. června) byl vysvěcen na kněze. Poté vystudoval historii na pražské univerzitě. V roce 1870 (podle jiných zdrojů 1871) získal místo jako profesor dějepisu a zeměpisu na německém gymnáziu v Plzni. V září 1895 tam byl jmenován ředitelem. Gymnázium navštěvovalo např. v roce 1897/98 279 studentů, z toho 226 německých, 52 českých a jeden Maďar; podle náboženského vyznání 150 katolíků, 3 evangelíci a 126 židů. Předposlední rok Mannlova působení, 1909/10, už byl celkový počet studentů 297 a škola zaměstnávala 22 pedagogů.
Byl činný a známý i mimo školu. Nejpozději roku 1875 se stal členem Jednoty pro dostavění katedrály sv. Víta. Roku 1881 dostal spolu s ředitelem a dvěma kolegy pochvalné uznání od zemské školní rady za učitelské výkony. Roku 1900 byl jmenován arcibiskupským notářem, o rok později mu byl udělen rytířský kříž Řádu Františka Josefa v roce 1908 se stal konzistorním radou, o roku 1909 komisařem pro náboženskou výchovu na německé reálce v Plzni.
Zasedal jako předseda maturitních komisí v jiných městech, např. ve Stříbře, Chomutově, Žatci, Českém Krumlově, Českých Budějovicích a Prachaticích. Roku 1897 předsedal slavnostnímu sjezdu absolventů z let 1870–1885. V říjnu 1901 daroval opat Gilbert Helmer u příležitosti udělení rytířského kříže Mannlovi částku 1801,52 korun ve prospěch plzeňského gymnázia.
V září 1911 odešel do výslužby (nástupcem byl jmenován kněz Ernst Schneider) a 2. října téhož roku se přestěhoval do kláštera Teplá. Němečtí obyvatelé Plzeňska při té příležitosti oceňovali jeho lásku k povolání, pedagogické schopnosti, aktivitu i zásluhy o zvelebení svěřené školy. Plzeňská městská rada mu poněkud opožděně (až v druhé polovině října) vyslovila poděkování za jeho působení. Roku 1912 byl jmenován vládním radou.
Na sklonku života trpěl žaludečním onemocněním, se kterým se neúspěšně léčil v Karlových Varech. Zemřel 29. ledna 1915 v obci Teplá-Klášter čp. 1 (tj. budova premonstrátského kláštera) na aterosklerózu. Pohřben byl v Teplé.

## Dílo
Byl autorem německojazyčných historických studií, vydávaných v rámci výročních zpráv gymnázia i samostatně. Knižně vyšly:
- Die Sprache der ehemaligen Herrschaft Theusing : als Beitrag zu einem Wörterbuchde der fränkischen Mundart in Böhmen (1886, o jazyce obyvatel bývalého toužimského panství)
- Die Occupation der königlichen Stadt Pilsen durch den Grafen Ernst von Mansfeld 1618-1621 (1887; viz Obléhání Plzně (1618) a Petr Arnošt II. Mansfeld)
- Die Prämonstratenser der Prager Erzdiözese nach den Bestätigungsbüchern (1354-1436) (1903)
- Der hl. Norbert : Stifter des Prämonstratenser-Ordens und Erzbischof von Magdeburg (1914, hlavní autor: Bartholomaeus Wozasek; viz též Svatý Norbert)

Ve výročních zprávách gymnázia publikoval, vedle některých prací uvedených výše, také např.:
- Aus der ersten dreißig Jahren des k. k. deutschen Staatsgymnasiums (1776–1805) (1906)[24]